# NGC 4632
NGC 4632 је спирална галаксија у сазвежђу Девица која се налази на NGC листи објеката дубоког неба.
Деклинација објекта је - 0° 4' 50" а ректасцензија 12h 42m 32,3s. Привидна величина (магнитуда) објекта NGC 4632 износи 11,8 а фотографска магнитуда 12,5. Налази се на удаљености од 18,128 милиона парсека од Сунца. NGC 4632 је још познат и под ознакама UGC 7870, MCG 0-32-38, CGCG 14-110, UM 514, IRAS 12399+0011, PGC 42689.